# Hotel Vier Jahreszeiten Binz

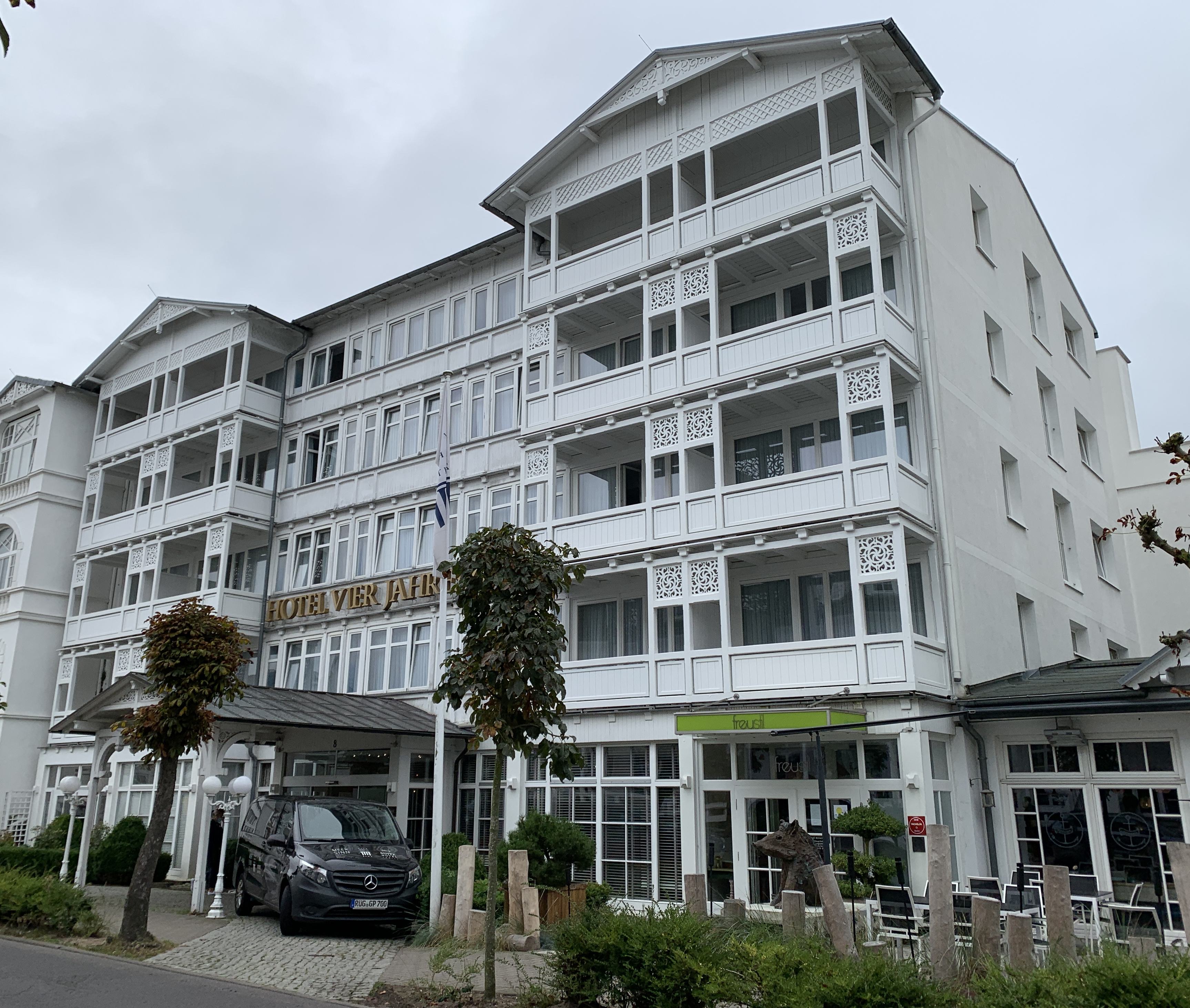

Das Hotel Vier Jahreszeiten Binz ist ein 4½-Sterne-Hotel im Ostseebad Binz auf Rügen. Besonderes Merkmal des Hauses ist dabei der typische Bäderarchitekturstil der Jahrhundertwende.

## Geschichte
Vorläufer des heutigen Hotelkomplexes waren die „Villa Zeppelin“, 1908 erbaut, und die „Villa Odin“, errichtet 1910, die zunächst als Pensionen betrieben wurden. Nach dem Zweiten Weltkrieg wurde erstere enteignet und als Betriebsferienheim vom „VEB Rohrkombinat Stahl- und Walzwerk Riesa“ genutzt. Das Gebäude wurde 1955 durch einen vierstöckigen Anbau erweitert.
Nach der Wende fiel das Heim an die Treuhand, die es 1993 an den Hotelier Gunter Preussker veräußerte. Nach umfangreichen Umbauten eröffnete er das „Hotel Vier Jahreszeiten Binz“. In den folgenden Jahrzehnten wurde die Immobilie mehrmals modernisiert und auch erweitert. Im Jahr 1998 konnte die benachbarte „Villa Odin“ erworben und durch einen eingeschossigen Zwischenbau mit dem bisherigen Hotel verbunden werden. Der Anbau aus dem Jahr 1955 wurde 2001 abgerissen und durch einen Neubau ersetzt.

## Lage
Das Hotel mit der Adresse Zeppelinstraße 8 liegt in der Altstadt des Ostseebads Binz, etwa 300 Meter Luftlinie vom Sandstrand an der Ostsee entfernt.

## Anlage
Der Hotelkomplex umfasst 79 Zimmer und Suiten, vier Restaurants – darunter das mit einem Michelinstern ausgezeichnete Restaurant freustil unter Ralf Haug – sowie einen Wellnessbereich mit Schwimmbad, Sauna, Fitnessraum und Spa.